# Đá hóa
Đá hóa là quá trình trong đó các loại trầm tích bị kết đặc lại dưới áp lực, đẩy ra các chất lưu hợp sinh và dần dần trở thành đá rắn và đặc. Về bản chất, đá hóa là sự giảm độ rỗng của đá thông qua quá trình nén và xi măng hóa. Đá hóa bao gồm tất cả các quá trình chuyển hóa các trầm tích không đặc chắc thành các dạng đá trầm tích. Thuật ngữ thạch hóa hay hóa đá, thường được sử dụng như là thuật ngữ đồng nghĩa, trên thực tế được sử dụng cụ thể hơn và có thể là hạn hẹp hơn để miêu tả sự thay thế các vật liệu hữu cơ bằng các khoáng vật trong sự hình thành các hóa thạch.